# Rickenbacker 4080
La Rickenbacker 4080 est une guitare double-manche construite par Rickenbacker entre 1975 et 1985.

## Histoire
La première Rickenbacker 4080 fut construite pour Geddy Lee de Rush. Il l'utilisa sur scène durant les chansons "Xanadu" et "A Passage to Bangkok".
Elles furent produites en série limitée à partir de 1975, puis seulement sur commande jusqu'en 1985.

## Caractéristiques
Il s'agit d'une combinaison d'une guitare Rickenbacker 480 et d'une basse Rickenbacker 4001, formant ainsi une guitare double manche; le manche du haut étant la basse et le manche du bas la guitare.
Le corps et le manche de la guitare sont en érable avec une reliure. La touche est en palissandre.
Chaque manche a 2 micros qui sont commutables. La Rickenbacker 4080 disposait d'une sortie stéréo (Rick-O-Sound) et mono,.
Il existe aussi une version avec un manche ayant 12 cordes, la Rickenbacker 4080/12.